# IBM RT (6150)
IBM RT (6150) (RT (6150)) је био професионални рачунар фирме IBM који је почео да се производи у Сједињеним Америчким Државама од 1986. године.
Користио је ROMP RISC као микропроцесор. RAM меморија рачунара је имала капацитет од 1 MB до 16 MB. 
Као оперативни систем кориштен је AIX, базиран на Unix System V, или MS-DOS 3.2.

## Детаљни подаци
Детаљнији подаци о рачунару RT (6150) су дати у табели испод.
|                       |                                                        |
| [ 1 ]                 |                                                        |
| Произвођач            |                                                        |
| Тип                   | професионални рачунар                                  |
| Меморија              | од 1 до 16 MB                                          |
| Поријекло             | Сједињене Америчке Државе                              |
| Година                | 1986                                                   |
| Тастатура             | RT 102-тастера тастатура, PC-AT распоред               |
| Процесор              |                                                        |
| Фреквенција процесора | 5,88, 10 или 12,5 (170, 100 или 80 ns вријеме циклуса) |
| RAM                   | од 1 до 16 MB                                          |
| ROM                   | непознато                                              |
| Текст                 | 80 знакова x 25 линија                                 |
| Графика               | 720 x 512 (моно или боја), 1024 x 768 (моно)           |
| Боја                  | 16                                                     |
| Звук                  | мали звучник                                           |
| Димензије             | непознато                                              |
| Портови               |                                                        |
| Оперативни систем     | , базиран на , или                                     |